# Володимирська єпархія (православна)
Володимирська єпархія — православна єпархія, утворена послідовниками святих Кирила та Мефодія ще до Хрещення Русі. У 992 році перейшла в підпорядкування Київської митрополії, певний час відносилася до Галицької митрополії. У 1596 році прийняла унію.

## Історія

### До Володимира
Існування у Володимирі храмів мефодіївської доби підтвердили й знахідки археологічних розкопок в урочищі Стара Катедра, поблизу села Федорівка, здійснених у 1886 році професорами Володимиром Антоновичем та Андріаном Праховим.
При розкопуванні східної стіни під фундаментами знайдено тринавну будівлю церкви, а під нею ще старшу споруду, фундамент якої не мав нічого спільного з тринавною церквою. Цей спідній фундамент зведено півколом (ротондовий тип), що продовжувався поза фундаментами тринавної церкви святого Дмитрія. Фундамент був складений з брил міцної скам'янілої крейди, його мулярська кладка вивітрилася, а відтак брили легко відокремлювалися одна від одної. Крім того, знайдено багато кахель, а у східній частині, де був вівтар, знайдено плескату квадратову кахлю з горельєфом чаші й літерами «І. Н. Ц. І.» Відтак, можна зробити висновки, що в урочищі було дві церкви — церква святого Дмитрія 13 століття, про яку згадує Літопис Руський, та інша — з круглими фундаментами, зведена у 9-10 столітті, яка ймовірно була резиденцією кількох єпископів мефодіївської та постмефодіївської доби.
Подібні ротондні храми були виявлено під час розкопок у Моравії — у Велеграді-на-Моравах, Вислоці-над-Нідою та інших містах колишньої Великоморавської держави.

### Після Володимира
Після завоювання міста Володимиром Великим і приєднання до Русі, єпископом сюди було поставлено ігумена Києво-Печерського монастиря Стефана І.
У 1160 році князь Мстислав Ізяславич побудував новий Храм Успіння Пресвятої Богородиці.
З розповсюдженням християнства на західних теренах Русі з єпархії у 1137 році була виділена Угрівська (згодом перенесена в Холм), в середині 12 століття — Галицька, у 13 столітті — Перемиська (Самбірська), у 1288 році — Луцька єпархія. Після відірвання цих єпархій до володимирської катеждри належали володимирський, ковельський, дубенський, кременецький повіти і більша частина Городенщини.
Володимир за князя Романа Мстиславича став столицею Галицько-Волинського князівства. У кафедральному соборі вінчалися і коронувалися на престол великі князі, підписувалися міждержавні і торгові договори, тут приймали почесних гостей, знаходили собі вічний спокій єпископи і князі володимирської землі.
З 1302 по 1332, з 1337 по 1347 та з 1371 по 1401 роки єпархія була в складі окремої Галицької митрополії Константинопольського патріархату.
З 1405 року володимирські єпископи носять титул єпископа володимирського і берестейського.
Єпископ Володимирський і Берестейський Іпатій Потій був одним з головних ідеологів переходу Київської митрополії в підпорядкування папі Римському. Саме на території єпархії, в Бересті, у 1596 році було скликано собор, що уклав унію.
У 1620 році, проїжджаючи через Україну, Єрусалимський патріарх Феофан на прохання гетьмана Петра Конашевича-Сагайдачного відновив ієрархію православної Київської митрополії. На єпископа Володимирського було висвячено Йосифа Курцевича-Коріятовича. Однак 15 липня 1621 року польський король Сигізмунд III Ваза заборонив пускати Йосифа у Володимир. Деякий час єпископ жив у Дерманському монастирі, однак згодом емігрував до Московщини.
У 1633 році Володимирська єпархія включена до складу Луцької єпархії.

## Правлячі архієпеї
Згідно зі списком, укладеним уніатським єпискомом Львом Кишкою, котрий опублікував Антоній Петрушевич, до хрещення Русі у 988 році було п'ять єпископів:
- Jones
- Antonius
- Anythi
- Kodrius
- Helias

### Єпископи Володимирські
- Стефан І Болгарин (992)
- Стефан ІІ (1090 — 27 квітня 1094)
- Амфілохій (1105 — 1122)
- Симеон (1123 — 1136)
- Федор (1137 — 1147)
- Лаврентій
- Прокопій
- Антоній
- Йосафат ([1223]] — 1229)
- Василій (1229 — 1266)
- Никифор I Сатанило (1266 — 1271)
- Косма (1266 — 1271)
- Марк (1271 — 1287)
- Євсигній (1287 — 1289)
- Атанасій I (1331 — 1353)
- Йона I (1359 — 1388)
- Атанасій II (1388 — 1391)
- Іоан Гоголь (1405)
- Герасим (1414 — 1416)
- Весвасиян
- Данило I (1441 — 1451)
- Данило II (1451 — 1452)
- Никифор II (1458)
- Феодосій (1458)
- Феодосій II (1485)
- Даміан (1487)
- Мартиніан
- Вассіян I (1487 — 1497)
- Вассіян II (1500 — 1512)
- Пафнутій (1513 — 1521)
- Йона II (1521 — 1535)
- Геннадій (1536 — 1547)
- Іван Борзобагатий-Красенський (1548 — 1565)
- Теодосій Лазовський (1566 — 1580)
- Мелетій Богуринський-Хребтович (1580 — 1593)
- Іпатій Потій (1593 — 1596) — прийняв Унію
- Йосиф (Єзекіїль) Курцевич-Коріятович (1620 — 1625)